# Автострада А2 (Італія)
Автострада A2, також відома як Середземноморська магістраль (італ. Autostrada del Mediterraneo) або Салерно–Реджо-Калабрія, — це італійська автомагістраль протяжністю 432 км на півдні Італії. Автомагістраль, що пролягає між містами Фішано в провінції Салерно та Вілла-Сан-Джованні в провінції Реджо-Калабрія, є частиною європейських доріг E45 і E841.

## Історія

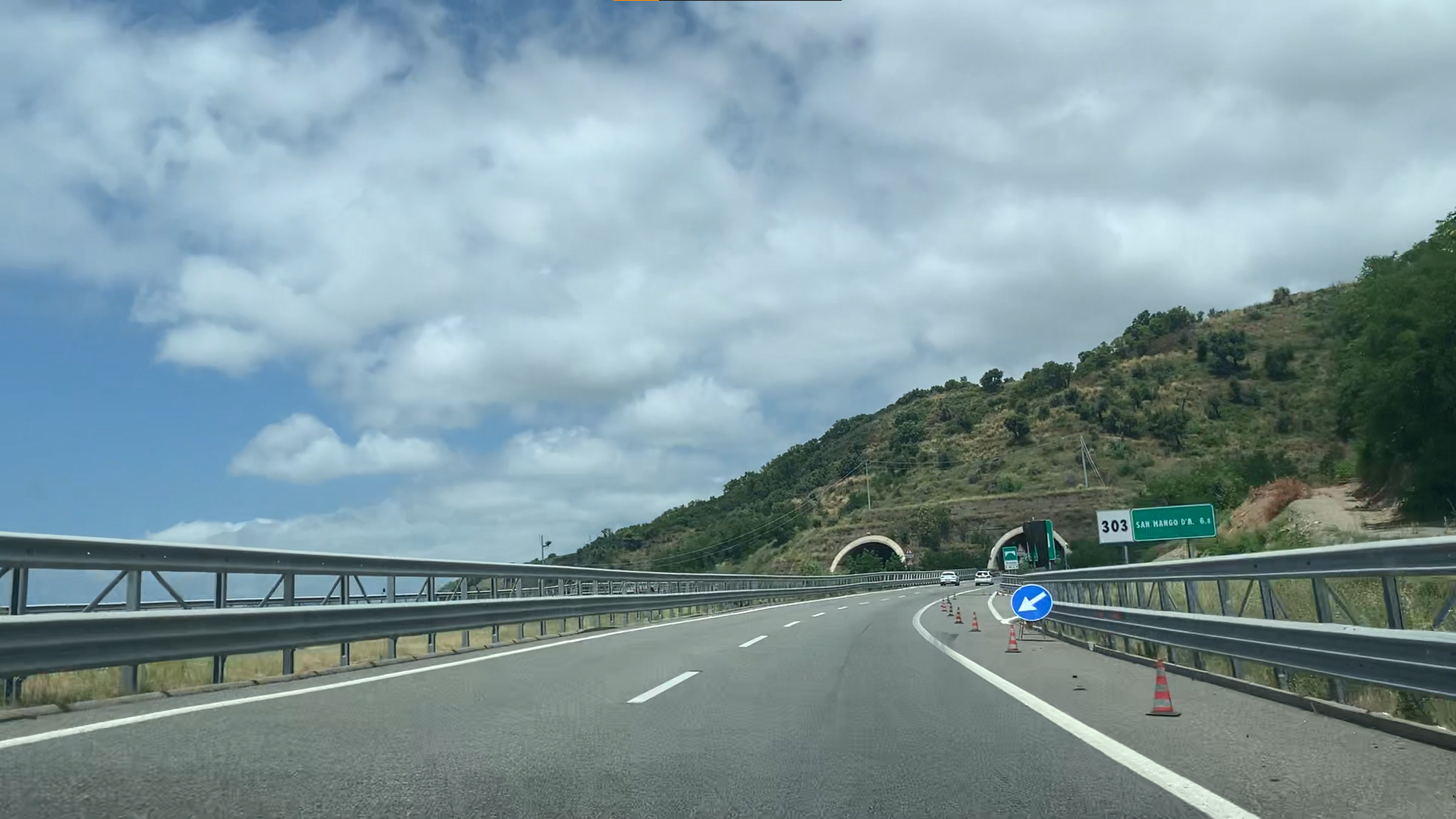
Автомагістраль A2 біля віадука Шябіка, поблизу Ночера-Теринезе

A2 було створено в 2017 році шляхом злиття ділянки Фішіано – Салерно відгалуження RA 2 (частина європейського маршруту E841 ) з ділянкою Салерно – Вілла-Сан-Джованні автомагістралі A3 (частина E45).

## Маршрут
Автомагістраль починається в Фішіано, в Кампанії, де є перехрестя між автострадою RA2 і A30.

## Основні міста
А2 пролягає через багато міст, у тому числі через Козенцу, Баттіпалью та Салерно. У Салерно він проходить повз кладовище Локулі Святого Андреа.